# Volná cirkulující DNA
Volná cirkulující DNA (cfDNA) je většinou dvouvláknová extracelulární molekula DNA, která se skládá z malých fragmentů (70 až 200 bp) a větších fragmentů (21 kb) a byla rozpoznána jako přesný marker pro diagnózu rakoviny prostaty a rakoviny prs. Další publikace potvrzují původ cfDNA z karcinomů a vyskytuje se u pacientů s pokročilým nádorovým onemocněním. Cirkulující volná DNA (cfDNA) je přítomna v cirkulující plazmě a také v ostatních tělních tekutinách.
K uvolňování cfDNA do krevního řečiště dochází při primárním nádoru, u nádorových buněk; které cirkulují v periferní krvi, u metastatických depozitů ve vzdálených místech a u některých buněk, jako jsou hematopoetické a stromální buňky. cfDNA i nádorové buňky cirkulují v krevním oběhu pacientů s rakovinou. Jejich rychle se zvyšující akumulace v krvi během vývoje nádoru je způsobena nadměrným uvolňováním DNA apoptotickými buňkami a nekrotickými buňkami. Diskutovalo se o aktivní sekreci v exozomech, ale stále se ještě neví, zda se jedná konkrétně o zdroj v cfDNA.
cfDNA cirkuluje převážně jako nukleosomy, což jsou jaderné komplexy histonů a DNA. Onemocnění spojena s cfDNA jsou často nespecificky zvýšená u nádorových onemocnění, ale mohou být specifičtější pro sledování cytotoxické rakovinové léčby, zejména pro časný odhad účinnosti léčby.

## Na základě intracelulárního původu, cfDNA a imunitní systém
Intracelulární původ cfDNA, např. z jádra nebo mitochondrií, může také ovlivnit zánětlivý potenciál cfDNA. MtDNA, nukleární DNA, je silným zánětlivým spouštěčem.
MtDNA má díky svému prokaryotickému původu mnoho vlastností, které jsou podobné bakteriální DNA, včetně přítomnosti relativně vysokého obsahu nemetylovaných CpG motivů, které jsou vzácně pozorovány v jaderné DNA.
Nemetylované CpG motivy jsou obzvláště důležité, protože TLR9, jediný endolysozomální DNA-senzitivní receptor, má jedinečnou specificitu pro nemethylovanou CpG DNA. Bylo prokázáno, že mtDNA aktivuje neutrofily prostřednictvím zapojení TLR9. Pokud není navázán na nosné proteiny, mtDNA, ale nikoliv jaderná DNA, může být rozpoznána jako nebezpečný molekulární model indukující prozánětlivý proces prostřednictvím TLR9. Collins a kol. uvádí, že intraartikulární injekce mtDNA indukuje artritidu in vivo a navrhuje přímou úlohu extruze mtDNA v patogenezi onemocnění RA.
MtDNA, na rozdíl od jaderné DNA, je charakterizována zvýšenými bazálními hladinami 8-OHdG, což je marker oxidačního poškození. Vysoký obsah oxidačního poškození v mtDNA je přisuzován těsné blízkosti mtDNA vůči ROS a relativně neúčinným mechanismům opravy DNA, které mohou vést k hromadění lézí DNA.
Ukázalo se, že oxidační vzplanutí během NETózy může oxidovat mtDNA a uvolněnou oxidovanou mtDNA samotnou, nebo v komplexu s TFAM, může vyvolat výraznou indukci IFN typu I.

Oxidovaná mtDNA generovaná během programované buněčné smrti není omezena na aktivaci TLR9, ale bylo také prokázáno, že se týká také NRLP3 inflamasomu, což vede k produkci prozánětlivých cytokinů, IL-1β a IL-18. MtDNA může být také rozpoznána cyklickým GMP-AMP syntázou (cGAS), cytosolickým dsDNA senzorem, který iniciuje STING-IRF3-dependentní dráhu, která zase organizuje produkci IFN typu I.

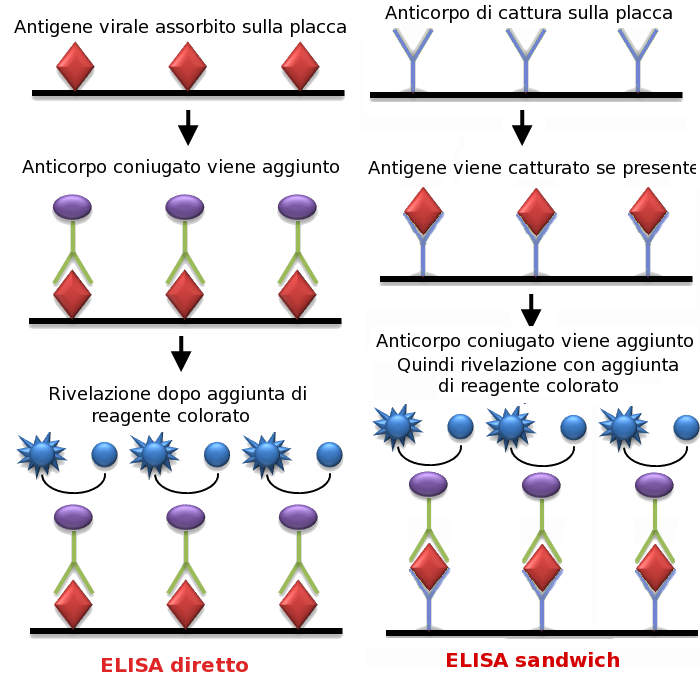
ELISA

## Metodika
cfDNA umožňuje rychlou, snadnou, neinvazivní a opakovanou metodu vzorkování. Kombinace těchto biologických vlastností a technické proveditelnosti odběru vzorků umísťuje cfDNA jako potenciální biomarker obrovského využití, například pro autoimunitní revmatická onemocnění nebo také i pro nádory. U této metody chybí ale jednotnost typu vzorku (plazma / sérum / synoviální tekutina), metody odběru / zpracování vzorku, DNA vázané na volném nebo buněčném povrchu, extrakce cfDNA a kvantifikace cfDNA a také v prezentaci a interpretaci. kvantitativních nálezů cfDNA.

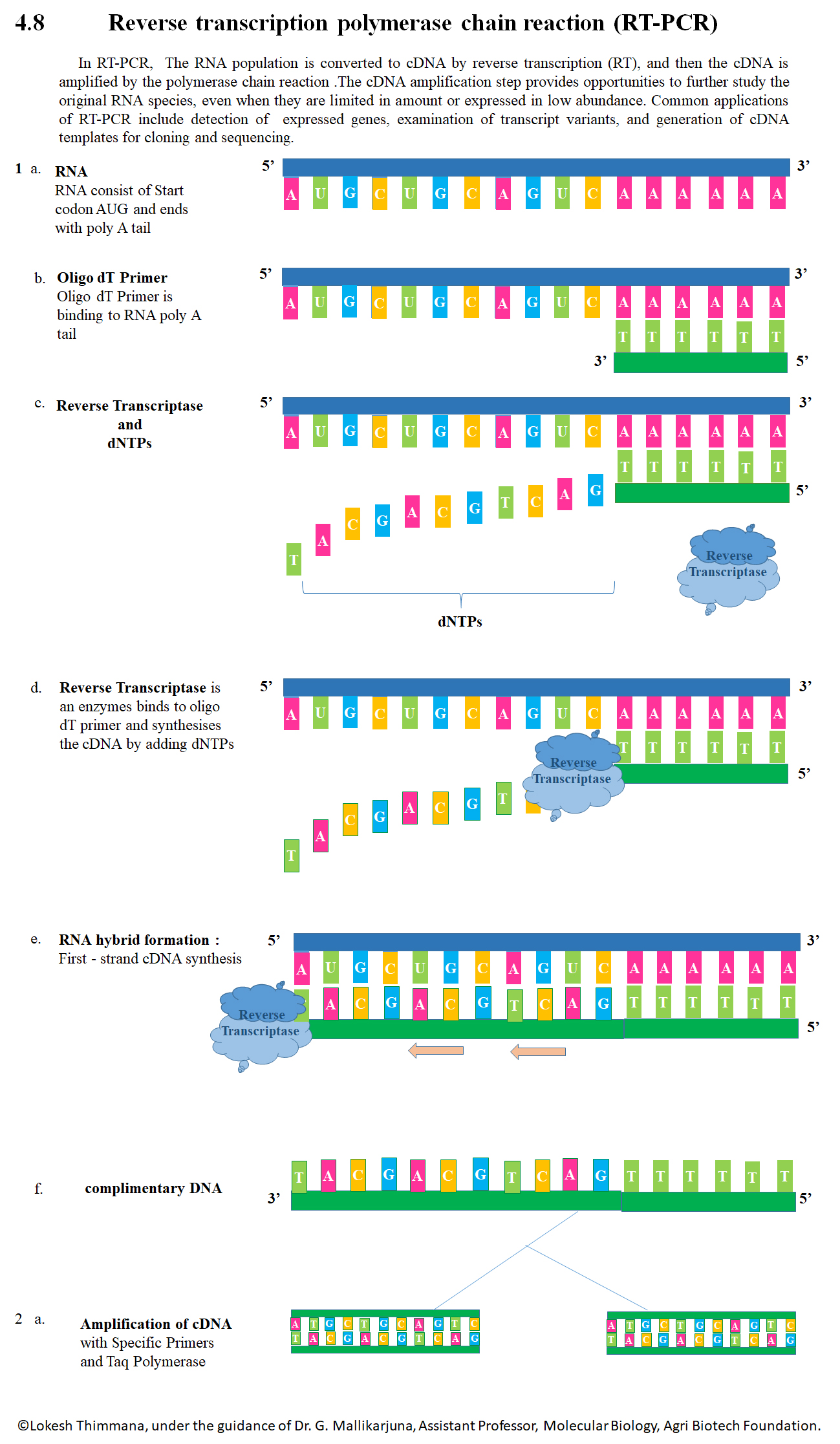
PCR

cfDNA se dá kvantifikovat fluorescenčními metodami, zejména barvením PicoGreenem a ultrafialovou spektrometrií, citlivější je ale kvantitativní polymerázová řetězová reakce (PCR, SYBR Green nebo TaqMan) opakujících se elementů nebo housekeeping genů. Cirkulační nukleozomy, které jsou primární opakující se jednotkou organizace DNA v chromatinu, se kvantifikují testem ELISA.